# W75N(B)-VLA2
W75N(B)-VLA2 (abréviation de Westerhout 75N – Very Large Array 2) est une protoétoile située à environ 4 200 années-lumière de la Terre. Elle emprunte la désignation de la région d'hydrogène ionisé (HII) au sein de laquelle elle est située.

## La régionHII
W75N(B)-VLA2 ou, simplement, VLA2, est une sous-région ultra-compacte (UC HII) de la région d'hydrogène ionisé W75N(B).
Elle a été identifiée en 1997 par José M. Torrelles et al. grâce aux données recueillies avec le Very Large Array.
Elle est située entre W75N(Ba) et W75N(Bb) qui sont deux autres sous-régions de W75N(B) identifiées en 1993 par Todd R. Hunter et al..
W75N(B) est une des trois régions HII identifiées en 1980 par Aubrey D. Haschick et al. au sein de W75N, une région active de formation d'étoiles identifiée en 1977 par John R. Dickel et al. au sein de DR21-W75, un nuage moléculaire géant aussi connu comme GRS G081.70 +00.50.

## La protoétoile
En 1996, une protoétoile a été observée par le VLBA au sein de la sous-région. Elle présente un disque protoplanétaire d'environ 185 unités astronomiques de diamètre ainsi qu'une luminosité approximativement 300 fois plus grande que celle du Soleil pour une masse estimée à 8 fois celle du Soleil,.
En 2015, son vent stellaire change de forme, permettant aux chercheurs d'effectuer des observations inédites concernant la formation des étoiles de ce type,.